# كيت كونور
كيت كونور (مواليد 8 مارس 2004) برج الحوت هو ممثل إنجليزي، قام بدور نيك نيلسون في مسلسل هارت ستوبر على منصة نتفليكس (2022-الآن)، حصل على جائزة الإيمي نتيجة دوره في المسلسل والذي كان دور رئيسي ومتميز. ظهر في فلم روكيتمان (2019) وفلم (جو الصغير) (2019)، وفلم (روكيتس آيسلاند) (2014-2015)، كما أنه ظهر بدور صوتي في مسلسل (مواده المظلمة)(2019 -2022).

## حياته وتعليمه
وُلد كيت كونور في جنوب لندن تحديدًا في مدينة كرويدون بتاريخ 8 مارس 2004  يعمل والديه ريتشارد وكارولين في مجال الإعلانات ولديه شقيقيان أكبر منهُ. أكمل دارسته في الدراما والأدب الإنجليزي والتاريخ.

## حيانه الفنية
ظهر كونور لأول مرة عند السن الثامنة في دور بسيط بمسلسل (دجاج) وهو مسلسل كوميدي عُرض على قناة سكاي وان ثم ظهر على فلم (مغامرة في المكان والزمان)، كما ظهر على المسلسل الدرامي (الخسائر) وفي عام 2014 لعب بدور توم أندرسون في المسلسل (Get Santa) 
لعب كونور دورًا متكررًا حيث جسد شخصية بيتيا روستوف الشاب في المسلسل القصير (War & Peace) وكشخصية بوب شيهان في المسلسل القصير (SS-GB). قام بأول ظهور له على المسرح في مسرحية (Welcome Home, Captain Fox) في مسرح دونمار ويرهاوس. كان له أدوار في أفلام عام 2018 (The Mercy)، و(The Guernsey Literary and Potato Peel Pie Society)، و(Slaughterhouse Rulez)، وفي الفيلم التلفزيوني (Grandpa's Great Escape) على قناة بي بي سي ون. لعب دور ألكسندر في إنتاج مسرحية (Fanny & Alexander) في مسرح أولد فيك.
في عام 2019، جسّد كونور دور إلتون جون في سن المراهقة في الفيلم الموسيقي (Rocketman)، ولعب دور جو وودارد في الدراما (Little Joe). في نفس العام، بدأ في أداء صوت شخصية بانتالايمون في مسلسل الفانتازيا (His Dark Materials) على قناة (بي بي سي ون) و (اتش بي او). في أبريل 2021، تم الإعلان عن أن كونور سيشارك في بطولة مسلسل (هارث ستوبر) على نتفليكس، وهو مقتبس من الويب كوميك والرواية المصورة التي تحمل نفس الاسم من تأليف أليس عثمان. في البداية، تقدم لاختبار دور تشارلي لكنه انتهى به الأمر في دور البطل الآخر، نيك نيلسون.
سيشارك كونور في بطولة فيلم مقتبس من رواية (A Cuban Girl's Guide to Tea and Tomorrow) للكاتبة لورا تايلور نامي. في مارس 2023، تم الإعلان عن أن كونور سيقود فريق التمثيل في فيلم الغموض والرعب القادم (One of Us).
تم اختيار كونور كنجم الغد العالمي للشاشة لعام 2023.
في مارس 2024، تم الإعلان عن أن كونور سيشارك في بطولة فيلم(The Wild Robot) من إنتاج DreamWorks Animation، بجانب لوبيتا نيونغو، بيدرو باسكال، وستيفاني هسو، وهو مقتبس من رواية بيتر براون التي تحمل نفس الاسم. تم الإعلان عن أن كونور سيظهر لأول مرة على مسرح برودواي في دور روميو في النسخة الموسيقية من مسرحية (روميو وجولييت) لويليام شكسبير، التي أخرجها سام غولد مع موسيقى من تأليف جاك أنتونوف.
في عام 2024، تم اختيار كونور ضمن قائمة فوربس لأفضل 30 شخصًا تحت سن 30 في أوروبا في فئة الترفيه.

## الحياة الشخصية
في أكتوبر 2022، أعلن كونور في تدوينة على منصة اكس عن ميوله الجنسية كونه ازداوجي الميول، في الماضي، كان كونور يعترض على التكهنات حول ميوله الجنسية، وقد غادر منصة اكس في الشهر السابق بسبب التحرش والاتهامات بتصّنع الميول الجنسية بعد أن تم تصويره وهو يمسك بيد الممثلة مايا ريفيكو. في تغريدة إعلان ميوله الجنسية، قال كونور إن المعجبين كانوا "يجبرون شابًا عمره 18 عامًا على الكشف عن ميوله" وأنهم "أخطأوا فهم" جوهر مسلسل (هارث ستوبر)، عبّر العديد من المعجبين عن دعمهم لكونور وانتقدوا الطريقة التي كان يُعامل بها، كما فعلت مبدعة مسلسل (هارث ستوبر) أليس عثمان، وزملاؤه في البطولة جو لوك، سيباستيان كروفت، كيزي إدجيل، وأوليفيا كولمان، والصحفي مارك هاريس، وعضو البرلمان عن حزب العمال ناديا ويتوم.

## وصلات خارجية
- كيت كونور على موقع IMDb (الإنجليزية)
- كيت كونور على موقع ألو سيني (الفرنسية)
- كيت كونور على موقع قاعدة بيانات برودواي على الإنترنت (الإنجليزية)
- كيت كونور على موقع قاعدة بيانات الفيلم (الإنجليزية)